# Teemu Lassila
Teemu Lassila (Helsinki, 26 marzo 1983) è un hockeista su ghiaccio finlandese.

## Palmarès

### Mondiali
- 1 medaglia:
  - 1 oro (Slovacchia 2011)